# Toya mastanabal
Toya mastanabal är en insektsart som beskrevs av Ronald Gordon Fennah 1969. Toya mastanabal ingår i släktet Toya och familjen sporrstritar. Inga underarter finns listade i Catalogue of Life.